# Nhân Bình
Nhân Bình là một xã thuộc huyện Lý Nhân, tỉnh Hà Nam, Việt Nam.
Xã Nhân Bình nằm ở phía nam huyện Lý Nhân, bên đường quốc lộ 38B, nối từ Hải Dương tới Ninh Bình và nằm bên bờ sông Châu Giang, có địa giới hành chính:
- Phía đông giáp xã Xuân Khê.
- Phía tây giáp xã Nhân Nghĩa
- Phía nam giáp huyện Bình Lục
- Phía bắc giáp các xã Trần Hưng Đạo và Nhân Mỹ.